# Запаловський Йосип Антонович
Йосип Антонович Запаловський (нар. 25 жовтня 1947, с. Стара Рудня, Червоноармійський район, Житомирська область) — український політик, голова Житомирської обласної ради (2010—2014).

## Біографія
Народився 25 жовтня 1947 року в с. Стара Рудня Червоноармійського району Житомирської області.
У 1977 році закінчив Житомирський сільськогосподарський інститут за спеціальністю економіст-організатор сільськогосподарського виробництва.

### Робота
З березня по вересень 1966 працював слюсарем райоб'єднання «Сільгосптехніка» у м. Новограді-Волинському.
З вересня 1966 по грудень 1968 проходив строкову службу в армії.
З 1969 по 1990 працював на різних посадах в комсомольських та партійних органах: інструктором, завідуючим фінансово-господарським відділом обкому комсомолу, завідувачем обласних курсів підвищення кваліфікації партійних та радянських працівників Житомирського обкому Компартії України.
З жовтня 1990 по червень 1992 — заступник директора підприємства «Укравтоматика».
З 1992 по 2004 — на керівних посадах в банківських установах.
З вересня 2004 по лютий 2005 — заступник голови Житомирської облдержадміністрації.
З березня 2005 по липень 2006 — радник голови правління АКБ «Київ».
З жовтня 2006 по жовтень 2007 — заступник директора Державної скарбниці Національного банку України.
З листопада 2007 по лютий 2008 — заступник генерального директора Державного підприємства «Агроспецсервіс» у Києві.
З 2008 по 2010 працював в Апараті Верховної Ради України.
З 4 червня 2010 — заступник голови — керівник апарату облдержадміністрації.
У 2010—2014 — голова Житомирської обласної ради.

### Нагороди
- Орден «Знак Пошани»,
- Почесна грамота Верховної Ради України[1].